# 荷西·阿歷山大·艾馬亞
荷西·阿歷山大·艾馬亞·迪·薛特，（英語：José Alexander Amaya del Cid，1975年1月3日—），薩爾瓦多职业足球运动员，现效力阿利亞薩。
艾馬亞於1997-1998年賽季在亞古雷開始他的職業生涯。2000年。他加盟北京國安。他參與球隊在聯賽和足總杯奪冠過程。由於他在中國的成功，他獲得薩爾瓦多國家隊的徵召直至他退出國際賽為止。在2000年之後，艾馬亞多次協助亞古雷奪得錦標。但之後因壯態不佳和連連受傷導致在球隊失去主力位置。
2006年，他轉到梅塔帕。2009年再轉投阿利亞薩。

## 連結
- José Alexander Amaya Del Cid – FIFA國際賽競賽紀錄 (存檔)
- 荷西·阿歷山大·艾馬亞在National-Football-Teams.com的資料
- Amaya Del Cid Profile at El Grafico[] （西班牙文）